# Mutalau
Mutalau é uma vila localizada no extremo norte da ilha de Niue, Mutalau é a aldeia mais distante da capital Alofi, cerca de 15 minutos de carro ao norte.